# (5006) Teller
(5006) Teller es un asteroide perteneciente al cinturón de asteroides, descubierto el 5 de abril de 1989 por Eleanor F. Helin desde el Observatorio del Monte Palomar, Estados Unidos.

## Designación y nombre
Designado provisionalmente como 1989 GL5. Fue nombrado Teller en honor al físico húngaro-estadounidense Edward Teller, conocido por su trabajo seminal en física y astrofísica, especialmente en la relación Gamow-Teller.

## Características orbitales
Teller está situado a una distancia media del Sol de 3,182 ua, pudiendo alejarse hasta 3,411 ua y acercarse hasta 2,954 ua. Su excentricidad es 0,071 y la inclinación orbital 7,636 grados. Emplea 2073 días en completar una órbita alrededor del Sol.

## Características físicas
La magnitud absoluta de Teller es 11,7. Tiene 12,877 km de diámetro y su albedo se estima en 0,268.